# ウォルフガング・ミッターマイヤー
ウォルフガング・ミッターマイヤー（Wolfgang Mittermeier）は、田中芳樹のSF小説（スペース・オペラ）『銀河英雄伝説』の登場人物。銀河帝国側の主要人物。

## 概要
ローエングラム陣営の主要提督の一人であり、物語上も主人公であるラインハルトやヤンに次ぐ重要人物である。出自は平民ながら、その非凡な才覚でラインハルトと会う以前から少壮の指揮官として出世しており、「疾風ウォルフ（ウォルフ・デア・シュトルム）」の異名を持ち、また親友のロイエンタールと共に「帝国軍の双璧」と謳われる。ラインハルトやキルヒアイスからの信頼も厚く、ロイエンタール、オーベルシュタインと並んで元帥として主要提督らの上席に位置し、ローエングラム朝では宇宙艦隊司令長官の職に就く。物語終盤ではロイエンタールの死没もあって軍事指揮面の最上席となり、ラインハルトの死後は「獅子の泉の七元帥」の首席元帥となる。また、本編の最終シーンもミッターマイヤーで終わる。乗艦は「人狼（ベイオウルフ）」。
本編での初登場はラインハルトの元帥府開設に伴う登用から（第1巻）。時系列上の初登場は、ヴァンフリート星域会戦後に軍務省でロイエンタールとともにラインハルト（とキルヒアイス）の姿を見かけた時が最初であり、本格的な登場はクロプシュトック事件である（ただし、過去回想という形では帝国暦484年の惑星カプチェランカの白兵戦の描写が先行する）。帝国側の主要人物として第1巻から登場し、上記の通り最終シーンもミッターマイヤーで終わるなど、物語全般に渡って登場した。

## 略歴
帝国暦459年8月30日生まれ（道原かつみのコミック版、ノイエ版）。父は平民階級の造園業者。不可避な兵役につくのであれば兵より士官としてという志望理由から、16歳で士官学校に入学。2年生（17歳）の夏休みに帰省した時、後に妻となるエヴァンゼリン（当時12歳）と出会っている。卒業後は少尉として任官。帝国暦480年（中尉）にイゼルローンでロイエンタールと出会ってからは無二の親友となり、そして軍事作戦においても共同で様々な武勲を挙げる。
24歳（石黒監督版アニメでは少佐）の時、19歳だったエヴァンゼリンと結婚。
帝国暦486年3月（当時、少将）、クロプシュトック事件で討伐部隊の「戦闘技術顧問」として参加し、民間人を殺害したブラウンシュヴァイク公爵の縁者コルプト大尉を将官の権限にて軍規により銃殺したため門閥貴族の怒りを買い軍刑務所に監禁されるが、当時まだ知己を得ていなかったラインハルトにロイエンタールが救援を求め、釈放される。これ以後ミッターマイヤーとロイエンタールはラインハルトに忠誠を誓う。
ラインハルトの幕僚としての初の戦いは、同年の第4次ティアマト会戦（及びその前哨戦であるレグニツァ上空遭遇戦）。その後は一時ラインハルト麾下を外れ、同487年初頭のアスターテ会戦には参加しなかったが、同会戦で元帥に昇進したラインハルトに再び呼集され、中将/艦隊司令官として元帥府に登用される。
同年のアムリッツァ会戦に至る対同盟侵攻作戦で武勲を挙げ、ロイエンタールと共に大将に昇進。翌488年のリップシュタット戦役ではシュターデン提督の艦隊を撃破し、さらにロイエンタールとの共同作戦でレンテンベルク要塞を陥落させる等の功績を挙げて上級大将に昇進。同489〜490年の神々の黄昏作戦ではヒルデガルト・フォン・マリーンドルフの提案でロイエンタールとともに同盟首都星ハイネセンを無条件降伏させる。
新帝国暦1年（帝国暦490年）、ローエングラム王朝成立に先立ち元帥に昇進。宇宙艦隊司令長官に任じられる。以降も軍務に邁進したが、新帝国暦2年、ロイエンタールが帝国に叛したため第2次ランテマリオ会戦及び追撃戦で討伐し、ロイエンタールの幕僚であるグリルパルツァーの裏切りもあって勝利する（ただし本人は勝利者という評価を否定していた）。
新帝国暦3年、崩御した皇帝ラインハルトの遺言により、ラインハルト死後に帝国首席元帥の称号があたえられることとなるが、物語自体はラインハルトの死をもって終了している。

## 能力
艦隊司令官としての能力は、新帝国ではラインハルトやロイエンタールに比類する。艦隊の機動力を十全に生かした高速移動を得意とし、追撃中の敵艦隊を追い越してしまうほどの用兵の速さから「疾風ウォルフ（ウォルフ・デア・シュトルム）」の異名を持つ。准将だった第6次イゼルローン攻防戦で、ロイエンタールと共に160隻の砲艦とミサイル艦を運用して同盟軍の前進を止めた功績をはじめ、各戦役でも合理的で迅速な戦術/戦略を得意としている。「神速にして、しかも理に適う」とはロイエンタールの評。リップシュタット戦役では士官学校の教官だったシュターデンとアルテナ星域において対戦。理屈倒れのシュターデンを実戦で証明する。しかし、その迅速な用兵は艦隊の速度を活かせられ、行動の自由にも十分な余裕がある空間でこそ発揮でき、イゼルローン回廊などの行動範囲が制限された狭い戦場や障害物が多い場所の他、敵から先制攻撃を受けて出鼻を挫かれると思うように艦隊を動かせなくなる弱点も抱えている。
戦術面以外でも、神々の黄昏作戦においては要となるフェザーン占領において「疾風ウォルフ」の異名そのままに迅速な占領を達成し、かつ占領後のフェザーンの政情を混乱させずに治めてその後の同盟領侵攻にスムーズに引き継ぎ、第二次ランテマリオ会戦（双璧の戦い）においては可及的速やかに内戦を終わらせるべくロイエンタールに長期戦の選択肢を捨てさせるべくあえて寡兵で急行してロイエンタール全軍と開戦し、実際早期の内乱終結を成功させるなど、軍首脳として非常に高い総合力を有している。
白兵戦技も卓越しており、シェーンコップと互角に戦ったロイエンタールと拮抗した戦闘能力を有しているとされ、彼と肩を並べて戦った幾多の戦線でそれを証明している。
また、その公明正大な人柄から兵士たちのみならず、同僚の司令官からの信頼も非常に厚く、ラインハルトが権力を握って以降は帝国軍の精神的支柱とでも言うべき存在である。
ノイエ版では、高い練度にもとづく精緻な艦隊運動というかたちで「疾風ウォルフ」の作戦行動が表現されている。

## 人柄
大変に清廉で公明正大な人物と評されており、同僚からも部下からも絶大な支持を得ている。その公正さゆえに軍規に厳しく、特に軍隊による民間人への略奪や暴行には容赦ない処断を下すことで有名。その剛毅さから前述の通り危うく門閥貴族に謀殺されそうになった。フェザーン進駐にあたっても、民間人を暴行した兵たちを極刑に処し、寛大な処置を求める意見を断固として退けている。ラインハルトを除けば、帝国軍では最も兵士からの人気が高い提督である。
基本的には陽性の性格だが、他の提督と同様、オーベルシュタインに対しては負の感情と意地の悪い論評を口にする事が多い。「あのオーベルシュタイン」という言い方はミッターマイヤーが言い始めたもの。親友であるロイエンタールに対しては、オーベルシュタインに対するものとは逆に肯定的な思い入れを優先させる傾向があり、ロイエンタールの叛逆の際には、それを伝えた報告者を「夏に雪をふらせて喜ぶ輩」と強く批難したり、私欲の為にロイエンタールを謀叛人へと追い込んだラングを直接殺害しようとするなど感情的な面も表している。
ロイエンタールの叛乱時の討伐の勅命では、ラインハルトが二人のこれまでの友誼を考慮して命令の拒否権を与えたが、ミッターマイヤーは自らの手で友人を討つことを選ぶ。それは、自らの手で討たねば、自分に代わって彼を討つであろうラインハルトを憎まずにはいられない、ひいてはそれが帝国軍の深刻な亀裂に繋がりかねないと悟った上での選択だったであろうとオーベルシュタインが推察している。そして私心を押し殺してロイエンタールと戦い、激戦の末に勝利を収めるが、彼との友情は最後まで失われることはなかった。
キルヒアイスが早期に不慮の死を遂げたこともあり、銀河帝国において平民出身者の中では生前に最も出世した人物であるが、名誉や贅沢に奔ったりするような行為とは無縁である。フェザーン遷都後に新帝都で愛妻のエヴァンゼリンと新生活を始めた際も当初提供された邸宅が豪華すぎると言って結局一般的な家で暮らしており、また「ウォルフガング・フォン・ミッターマイヤーという名は間延びしてよくない」と言って貴族に叙せられる意思のないことを示している。フェザーン遷都後にエヴァンゼリンを宇宙港まで迎えに行ったはいいが、副官も従卒も連れておらず、一見して佐官か尉官級の軍人にしか見えず気づいた者を困惑させるというほほえましい描写も存在する。

## 家族
父親は造園業者であり、裕福な平民や下層貴族を相手に、堅実な商売をしていた。「このような枠組の固まった社会では、平民は手に職を付けるのが一番」というのが持論であり、息子にもそれを勧めた。
ローエングラム陣営では珍しい妻帯者。妻は遠縁の親戚にあたるエヴァンゼリン。愛妻家であるが子供は無かった。ロイエンタールの死後、彼の息子をフェリックスと名付けて引き取ると同時に、ロイエンタールの近侍を務めていた少年兵ハインリッヒ・ランベルツの保護者となった。

## 演じた人物
アニメ
- 森功至（石黒監督版）

アニメ本篇や系列メディア展開のほか、2014年のニッセンのコラボ企画でのプレゼント商品であるシャープの掃除ロボット「COCOROBO 疾風ウォルフモデル」にも森の新規収録による音声が使われている。
- 小野大輔（Die Neue These）

舞台
- 中河内雅貴 （「銀河英雄伝説 第一章 銀河帝国篇」「銀河英雄伝説 外伝／ミッターマイヤー・ロイエンタール篇」、2011年上演）
- 二階堂高嗣 （「銀河英雄伝説 第三章 内乱」、2013年上演・「銀河英雄伝説 第四章後編 激突」2014年上演）
- 根本正勝 （「銀河英雄伝説 初陣 もうひとつの敵」、2013年上演）
- 岡田亮輔 （「銀河英雄伝説 第四章前編 激突前夜」、2013年上演）
- 釣本南（「銀河英雄伝説 Die Neue These」、2018年上演）
- 七海ひろき （宝塚歌劇宙組公演「銀河英雄伝説@TAKARAZUKA」、2012年上演）
- 蒼羽りく （宝塚歌劇宙組公演「銀河英雄伝説@TAKARAZUKA 博多座公演」、2013年上演）
- 山本匠馬 （「銀河英雄伝説 特別公演 星々の軌跡」、2015年上演）